# Наши сыновья
Наши сыновья (англ. Our Sons) — художественный телефильм режиссёра Джона Эрмана (1991 год, США). Основан на документальной ленте Мики Дикофф Too Little, Too Late.

## Сюжет
Геи Дональд и Джеймс любят друг друга и живут вместе. У Дональда СПИД, и жить ему осталось совсем немного. Он давно не видел свою мать, отказавшуюся от сына из-за его нетрадиционных пристрастий. Единственный человек, кто может помочь парням в поисках — мать Джеймса, с которой у того тоже не лучшие отношения.

## В ролях
- Энн-Маргрет — Луанна Барнс
- Джули Эндрюс — Одри Грант
- Хью Грант — Джеймс Грант
- Желько Иванек — Дональд Барнс
- Тони Робертс — Гарри